# Вибір Софі
«Вибір Софі» (англ. Sophie's Choice) — роман 1979 року, автором якого є американський письменник Вільям Стайрон. Роман розповідає про складні відносини між трьома людьми, які винаймають кімнати в пансіоні в Брукліні. Стінго, молодий письменник, приїхав в Нью-Йорк з Півдня, знайомиться зі своїми сусідами: єврейським науковцем Натаном Ландау і його подругою Софі, емігранткою з Польщі, жертвою нацистських концтаборів. Ці троє героїв — центральні персонажі роману. Розповідь про вибір Софі ведеться від імені Стінго.

## Екранізації
Роман був екранізований в США в 1982 році режисером Аланом Пакулою. За роль Софі Меріл Стріп було нагороджено Оскаром.

## Визнання
Роман ввійшов до списку 100 найкращих романів XX століття англійською мовою за версією видавництва Modern Library.
Французька газета Le Monde поставила роман на 82 місце в своєму списку найкращих книг XX століття.